# クロムウェル・ディクソン
クロムウェル・ディクソン（Cromwell Dixon、1892年7月9日 - 1911年10月2日）はアメリカ合衆国のパイロットである。1911年に、ロッキー山脈の大陸分水嶺を越える飛行に成功した。
サンフランシスコに生まれた後、家族とオハイオ州コロンバスに移った。少年時代から工作の才能を見せ、11歳でオートバイを作った。1907年に人力飛行船でセントルイスで行われた国際気球レースで優勝した。その後自作の飛行船の展示飛行で、アメリカとカナダ各地を巡業した。1910年9月4日には、ボストンで行われた飛行大会で飛行中にエンジンが故障し、海に墜落寸前で浜辺に着陸できた。
1911年頃までには飛行機のパイロットに転じ、1911年8月6日にカーチス機でパイロット・ライセンス（#43）を取得した。
1911年9月にモンタナ州のヘレナでのフェアで、カーチス・プッシャーで飛行し、9月30日、ヘレナから海抜1800mほどのローキー山脈のムラン峠を超えて、20kmほどの西のペンシルベニア州のブロスバーグまでの26分の飛行に成功した。この飛行によって大陸分水嶺（Continental Divid）を超えた最初のパイロットとなった。ディクソンはその日の内にヘレナに戻ったが、帰還の飛行は高度がとれず難航し43分を要した。この飛行で市長から$10,000の賞金を受け取った。
1911年10月2日、ワシントン州のスポケーンの飛行ショーで12,000人の観衆の前で、エンジン故障と強風のために100フィートの高さから墜落し、負傷して病院に運ばれたが1時間ほどの後死亡した。